# 闔府搶錢
《闔府搶錢》（英語：Bet on Best Bet）是香港無綫電視1991年拍攝電視連續劇，全劇共20集，監製邱家雄。主要演員有夏雨、許志安、梁小冰、王書麒、蔡嘉莉、崔家寶、白茵、李龍基等。主題曲及插曲由許志安主唱。

## 故事大綱
賭王高章經過在菲律賓20年監獄生涯，返港欲與家人重聚。但妻子何其嬌始終未有原諒他，並要他立即離去。後來高章的一片誠懇感動了其嬌，遂允准他在家中暫住一個月，但不許他揭露父親的身份，高章見大仔至尊，二女孖寶，三仔么九已事業有成，深感安慰。但由於同居房東文天祥苦追其嬌20年仍未放棄，高章對此耿耿於懷。他更想盡辦法，表現自己已洗心革面，希望能改變其嬌的初衷，讓他們一家團聚。
期間，至尊為了追求交際花，不顧一切做投機生意，欠下大耳窿一筆巨債。高章發覺么九有他賭王的遺傳精粹，遂惡補么九賭術，以求搏一鋪來挽救全家，么九卻因沉迷賭博，成為睹王。高章感到若不及早令么九回頭，將會恨錯難返，於是便再訓練么九昔日的女友成為新一代賭后，挫敗么九…

## 演員表
- 夏　雨 飾 高　章
- 白　茵 飾 何其嬌
- 許志安 飾 高至尊
- 梁小冰 飾 洪水欣
- 王書麒 飾 高么九
- 蔡嘉莉 飾 高孖寶
- 崔家寶 飾 鍾嘉玲
- 李龍基 飾 雷一飛
- 陳鈞榕 飾 歐陽峰
- 黃志明 飾 文天祥
- 袁信義 飾 菲律賓賭王
- 吳華山 飾 雷手下
- 鄭家生 飾 雷手下
- 王翠玉 飾 雷職員
- 祝文君 飾 雷職員
- 田永加 飾 中
- 李顯明 飾 白
- 鄧汝超 飾 發
- 劉鳳娟 飾 Ada/職　員
- 黃成想 飾 CID
- 凌　漢 飾 尹　光
- 王美儀 飾 晶　晶
- 黃靜宜 飾 Kelly
- 西川千秋 飾 Jackey
- 李衛民 飾 Paul
- 馮志豐 飾 Simon/髮型師
- 林家棟 飾 公　子
- 黃文標 飾 公　子
- 黎秀英 飾 朱　太
- 飾 Dorathy
- 林嘉麗 飾 Betty
- 莫燕嫦 飾 Cindy
- 區　嶽 飾 陳先生
- 溫雙燕 飾 陳太太
- 何英偉 飾 彭俊賢
- 周寧欣 飾 章　女
- 亦　羚 飾 Rose
- 曾建明 飾 Rose丈夫
- 張振華 飾 公子甲
- 王偉樑 飾 賊　佬
- 馮瑞珍 飾 阿　嬸
- 白　蘭 飾 嬸朋友
- 郭棹樺 飾 Jackie/髮型師
- 李衛民 飾 Eddie
- 王美儀 飾 Kelly
- 曹　濟 飾 馬先生
- 顏玉貞 飾 接待員
- 虞天偉 飾 三級楊
- 博　君 飾 豬　皮
- 曾慧雲 飾 Kitty
- 鄧煜榮 飾 葉先生
- 薛　峻 飾 夜總會經理
- 胡曼音 飾 岑小鳳
- 李子奇 飾 尊上司
- 林嘉勵 飾 髮型師
- 莫燕嫦 飾 髮型師
- 周大得 飾 經紀陳
- 呂劍光 飾 賭　二
- 陳惠瑜 飾 賭二妻
- 虞天偉 飾 三級楊
- 陳勉良 飾 乞　丐
- 許志佳 飾 打　手
- 鄭君寧 飾 打　手
- 麥子雲 飾 荷　官
- 黃仲匡 飾 貴　利
- 黃一飛 飾 貴　利
- 飾 賭　客
- 游　飇 飾 賭　客
- 陳中堅 飾 賭　客
- 麥皓為 飾 男　客
- 羅雪玲 飾 女　客
- 黃靜宜 飾 晶　晶
- 劉煒全 飾 Anthony
- 麥嘉倫 飾 男會員
- 彭峻輝 飾 Sam
- 黎冠宏 飾 公
- 黃建峰 飾 雷/飛手下
- 郭德信 飾 馬督察
- 姜為南 飾 James/飛手下
- 梁建平 飾 阿　中
- 劉鳳娟 飾 秘　書
- 林道權 飾 Kent
- 王瑋琳 飾 打　手
- 區人山 飾 飛手下
- 鄭繼宗 飾 飛手下
- 顏玉貞 飾 舞小姐
- 陳燕航 飾 舞小姐
- 譚淑梅 飾 舞小姐
- 黃天鐸 飾 新加坡賭王
- 何禮男 飾 道　友
- 張北雲 飾 日手下
- 梁志華 飾 日手下
- 張百賢 飾 陳經理
- 鄭　雷 飾 日本賭王
- 郭德信 飾 文上司(警司)
- 林道權 飾 儀態導師
- 飾 雷　妻
- 譚　倩 飾 賭王大賽大會主席
- 蕭山仁 飾 賭王
- 方　傑 飾 賭王大賽大會裁判
- 曾健明 飾 TV記者